# First ScotRail

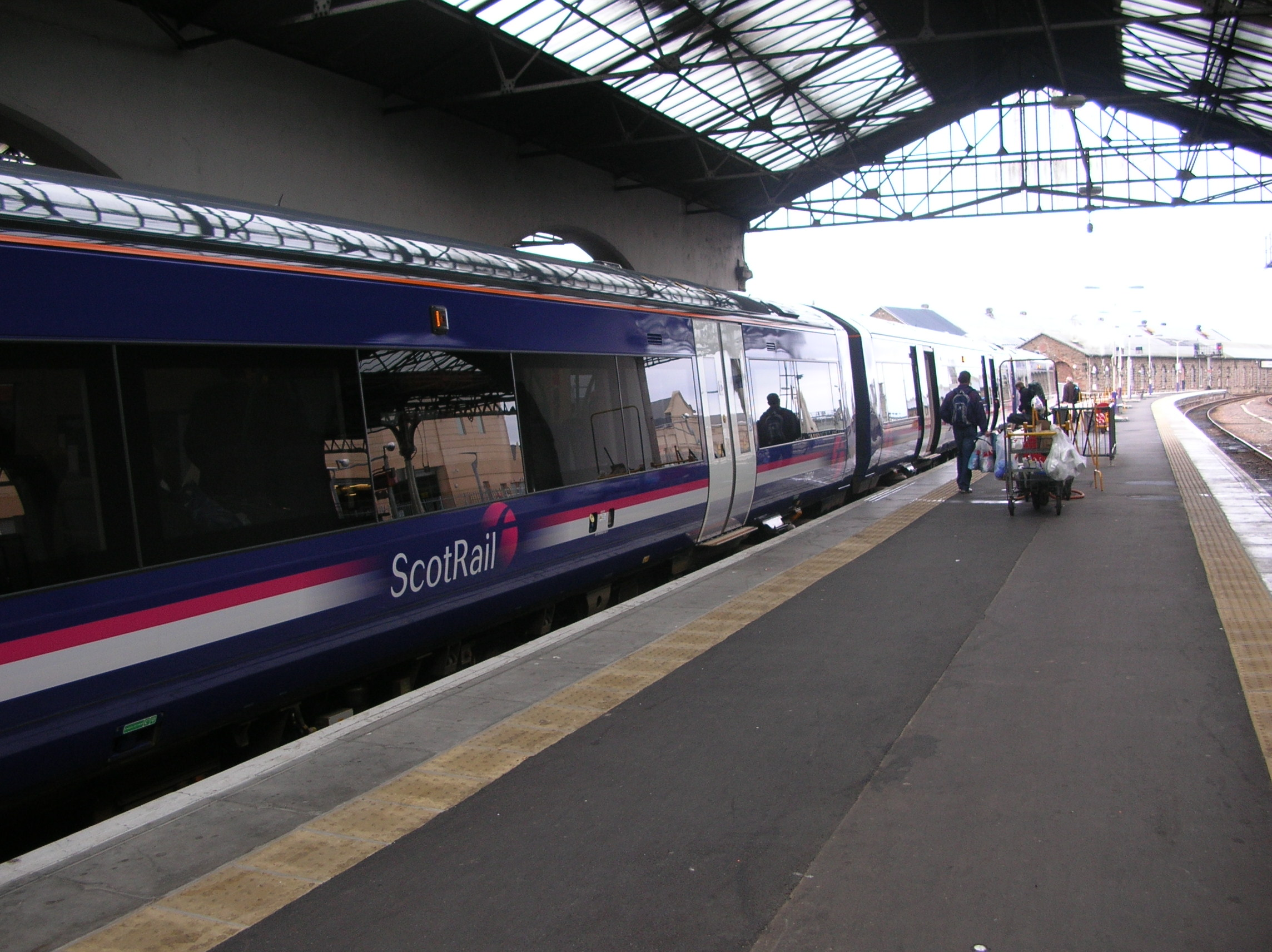
Une rame de la classe 170 « Turbostar » portant les couleurs de la First ScotRail en gare d'Inverness

First ScotRail était la marque commerciale sous laquelle le groupe First, spécialisé dans le transport public, exploitait les services voyageurs du réseau ferré écossais ainsi que les trains de nuit Caledonian Sleeper qui relient Londres à l'Écosse. Il a son siège à Aberdeen en Écosse.
Le 17 octobre 2004, la concession ScotRail, précédemment détenue par le  groupe National Express a été réattribuée au groupe First, qui l'a aussitôt rebaptisée First ScotRail. C'est la première fois depuis la privatisation de British Rail qu'une concession voyageurs était renégociée. Les concessions sont attribuées par un organisme régulateur étatique, la Strategic Rail Authority.
Pourtant, en 2008, Transport Scotland dit que le nom de Scotrail doit être utilisé, et non First Scotrail, et que la peinture sur les trains change pour ne pas montrer First Scotrail mais plutôt Scotrail. 
Le 1er avril 2015, ScotRail fut attribuée à Abellio Group (Abellio Scotrail) et les services Caledonian Sleeper à Serco Group.

## Le réseau desservi
Le réseau exploité par First ScotRail totalise 2 729 km, et comprend à la fois des grandes lignes, des lignes de banlieue et des lignes rurales. Il a transporté 66,1 millions de voyageurs en  2003-2004.
La partie la plus dense du réseau est constituée par les lignes de la banlieue de Glasgow, qui comprennent 183 gares. C'est le second réseau de banlieue du Royaume-Uni après Londres.
Il est en grande partie électrifié en courant alternatif 25 kV - 50 Hz.
Les principales têtes de lignes à Glasgow sont la gare centrale de Glasgow et la gare de Queen Street. Bien que les trains soient exploités par First ScotRail, le service est placé sous la responsabilité d'une autorité organisatrice, le Strathclyde Passenger Transport, qui définit les horaires et impose la livrée des trains. Elle dispose d'un dépôt à Springburn, un quartier de Glasgow.
Le réseau de la banlieue d'Édimbourg est moins dense que celui de Glasgow, mais reste relativement étendu.
Des services Express circulent entre Édimbourg, Glasgow, Inverness et  Aberdeen. Le service Highland Main Line relie Inverness au Sud.
Les lignes rurales comprennent les pittoresques lignes West Highland Line, Kyle Line et Far North Line. Ces lignes sont peu utilisées, hormis en période estivale, mais on les maintient pour de nombreuses raisons, allant de la nécessité sociale, au tourisme et à l'écologie, voire à diverses considérations politiques.
First ScotRail exploite également la liaison nocturne en voitures-lits Caledonian Sleeper vers la gare d'Euston à Londres, qui emprunte l'itinéraire de la West Coast Main Line.
La plupart des 340 gares à voyageurs d'Écosse sont gérées par First ScotRail, Network Rail en étant le propriétaire, à l'exception de la gare de l'aéroport international de Glasgow Prestwick, gérée directement par l'aéroport. Seules trois autres gares en Écosse ne sont pas gérées par First ScotRail : Dunbar (GNER), Edinburgh Waverley (Network Rail) et Glasgow Central (Network Rail). Curieusement, First gère aussi la gare de Lockerbie qui n'est desservie par aucun de ses trains.

## Matériel roulant
Le parc diesel comprend un mélange de rames des séries Classe 156 "Super Sprinters" et Classe 158 "Express Sprinters" acquises à l'époque de British Rail et de la Classe 170 "Turbostars" acquises après la privatisation.
Le parc électrique comprend des rames British Rail des Class 314, 318, 320, 322 et 334 "Junipers".
En plus du parc principal, au moins une rame Classe 458 a été convertie en Écosse du 750 V 3e rail au courant industriel 25 kV capté par caténaire pour des essais sur le réseau du SPT. Si ces essais sont concluants, les rames transformées pourraient être reclassées dans la Classe 358.
Les voitures-lits sont de type Mark 3 des British Rail, tractées par des locomotives d'EWS.
La ligne Édimbourgh-North Berwick était exploitée à l'aide de locomotives électriques Classe 90 d'EWS et de voitures  Mark 3 cédées par Virgin Trains, ce matériel est remplacé depuis 2005 par des rames Classe 322, réintroduites à la suite d'un programme de modernisation du matériel. Cela préfigure aussi le retrait des rames "Turbostars", car ce n'est pas une bonne pratique de faire circuler des trains diesel sur une ligne entièrement électrifiée.

## Résultats
Les performances de régularité des trains sont les suivantes :
- de juillet à septembre 2004, dernier trimestre de franchise pour National Express :
  - 82,8 % des trains arrivant avec moins de 5 minutes de retard. En baisse de 4,2 % par rapport au même trimestre de l'année précédente.
  - 84,2 % des trains arrivant avec moins de 5 minutes de retard. En baisse de 1,0 % par rapport à la moyenne de l'année précédente.

- d'octobre à décembre 2004, premier trimestre de franchise pour First Group :
  - 79,8 % des trains arrivant avec moins de 5 minutes de retard. En baisse de 1,9 % par rapport au même trimestre de l'année précédente.
  - 83,7 % des trains arrivant avec moins de 5 minutes de retard. En baisse de 0,5 % par rapport à la moyenne de l'année précédente.

Nota : l'exploitation sous la maîtrise du groupe First n'a commencé qu'à partir du 17 octobre 2004.